# Hárriejávrrie (Arvidsjaurs socken, Lappland, 730859-165513)
Hárriejávrrie är en sjö i Arvidsjaurs kommun i Lappland och ingår i Piteälvens huvudavrinningsområde. Sjön har en area på 0,272 kvadratkilometer och ligger 420 meter över havet. Hárriejávrrie ligger i Piteälven Natura 2000-område. Sjön avvattnas av vattendraget Harrejaurbäcken.

## Delavrinningsområde
Hárriejávrrie ingår i det delavrinningsområde (730765-165490) som SMHI kallar för Ovan 730997-165328. Medelhöjden är 474 meter över havet och ytan är 15,4 kvadratkilometer. Det finns ett avrinningsområde uppströms, och räknas det in blir den ackumulerade arean 31,4 kvadratkilometer. Harrejaurbäcken som avvattnar avrinningsområdet har biflödesordning 3, vilket innebär att vattnet flödar genom totalt 3 vattendrag innan det når havet efter 173 kilometer. Avrinningsområdet består mestadels av skog (82 procent) och sankmarker (16 procent). Avrinningsområdet har 0,27 kvadratkilometer vattenytor vilket ger det en sjöprocent på 1,8 procent.